# St. John Greer Ervine
St. John Greer Ervine, o St. John Ervine (Belfast, 28 dicembre 1883 – Seaton, 24 gennaio 1971), è stato un drammaturgo, saggista e critico letterario irlandese.

## Biografia
Nato a Belfast, ancora adolescente si trasferì a Londra con la famiglia. Raggiunto il successo sulle scene irlandesi con Matrimonio misto (1911), rappresentato all'Abbey Theatre e l'affermazione completa con John Ferguson (1915), che rimane la sua opera migliore, Ervine, dopo la prima guerra mondiale, si stabilì a Londra, dove continuò a scrivere per il teatro. Nel 1926, scrisse Anthony and Anna e, nel 1929, The First Mrs. Fraser, una commedia che fu adattata più di una volta per lo schermo.
Sempre in polemica con la critica, Ervine fu anche un buon saggista. Dei suoi saggi ricordiamo Come si scrive un dramma (1928) e Bernard Shaw (1956), biografia di George Bernard Shaw premiata nel 1956 con il James Tait Black Memorial Prize. Dei suoi lavori, appesantiti spesso dal tono pedagogico e moralistico con cui affronta i temi sociali, i più riusciti riguardano l'Ulster e i suoi conflitti politici e religiosi.

## Filmografia
- Le sorprese del divorzio (The First Mrs. Fraser), regia di Thorold Dickinson e Sinclair Hill (1932)
- Du bist die Richtige, regia di Erich Engel e Josef von Báky (1955)